# Doris Neuner
Doris Neuner (Innsbruck, 10 maggio 1971) è un'ex slittinista austriaca.
È sorella di Angelika, a sua volta ex slittinista di alto livello.

## Biografia
Iniziò a gareggiare per la nazionale austriaca nelle varie categorie giovanili nella specialità del singolo, non riuscendo però ad ottenere risultati di rilievo.
A livello assoluto esordì in Coppa del Mondo nella stagione 1990/91, conquistò il primo podio il 17 febbraio 1991 nel singolo ad Igls (3ª) e la prima vittoria il 1º dicembre 1991 sempre nel singolo a Sigulda. In classifica generale, come miglior risultato, si piazzò al secondo posto nella specialità del singolo nel 1992/93.
Prese parte a due edizioni dei Giochi olimpici invernali, esclusivamente nel singolo: ad Albertville 1992 conquistò la medaglia d'oro davanti alla sorella Angelika ed a Lillehammer 1994 concluse la gara al decimo posto.
Ai campionati mondiali ottenne quattro medaglie: due d'argento ed una di bronzo nella gara a squadre ed un'altra di bronzo nel singolo a Calgary 1993. Nelle rassegne continentali conquistò una medaglia di bronzo nella gara a squadre.

## Palmarès

### Olimpiadi
- 1 medaglia:
  - 1 oro (singolo ad Albertville 1992).

### Mondiali
- 4 medaglie:
  - 2 argenti (gara a squadre a Winterberg 1991; gara a squadre a Calgary 1993);
  - 2 bronzi (singolo a Calgary 1993; gara a squadre a Lillehammer 1995).

### Europei
- 1 medaglia:
  - 1 bronzo (gara a squadre a Schönau am Königssee 1994).

### Coppa del Mondo
- Miglior piazzamento in classifica generale nel singolo: 2ª nel 1992/93.
- 10 podi (tutti nel singolo):
  - 4 vittorie;
  - 3 secondi posti;
  - 3 terzi posti.

#### Coppa del Mondo - vittorie
| Data             | Luogo       | Paese    | Disciplina |
| ---------------- | ----------- | -------- | ---------- |
| 1º dicembre 1991 | Sigulda     | Lettonia | Singolo    |
| 17 dicembre 1991 | Igls        | Austria  | Singolo    |
| 6 dicembre 1992  | Sigulda     | Lettonia | Singolo    |
| 7 febbraio 1993  | Lillehammer | Norvegia | Singolo    |